# Amphicaryon acaule
Amphicaryon acaule is een hydroïdpoliep uit de familie Prayidae. De poliep komt uit het geslacht Amphicaryon. Amphicaryon acaule werd in 1888 voor het eerst wetenschappelijk beschreven door Chun. 